# 圭亚那银行
6°48′48″N 58°09′55″W / 6.813438°N 58.165361°W
圭亚那银行(Bank of Guyana)是圭亚那的中央银行，简称央行或中央银行。成立于1965年，早于1966年圭亚那独立前。该行现任行长是Dr. Gobind Ganga。

## 银行標誌
圭亚那银行標誌由四组图案组成，分别为：稻（左上）， 木材（右上），造船（左下）和礦物（右下）。

## 历史沿革
圭亚那银行在1965年11月23日成立。该行实际运营早在1965年10月16日就已开始，比国家独立早七个月。
英国政府的一项协议促成了圭亚那银行的早日成立，该协议规定英屬加勒比货币委员会（BCCB）在1965年之后要停止发行货币，并于1967年年中解散。
圭亚那银行为獨立机构，总部置于喬治敦，其主要职责如下：在政府经济政策的指导下，央行需以促进货币稳定和改善信贷兑换环境为目的，在一切法令上发挥领导作用，以致力于增进圭亚那经济的发展。
除了央行特定的行政和管理事项外，银行议院还规定央行必须：
- 拥有票据和硬币的唯一发行权和兑换权
- 充当商业银行的银行
- 充当政府的财政代理人和银行受托人
- 管理政府签订的付款协议

圭亚那银行第一任行长霍斯特·博克尔曼博士，是德国联邦银行的银行家。曾參與千里達及托巴哥中央银行的设置。两年后，威廉·安德拉德先生升任最高职并成为该行首位圭亚那人行长。
圭亚那银行于1965年11月15日开始发行新的纸币，以取代将于1965年12月31日停止发行的BCCB纸币。直到1967年年中才开始发行硬币。

## 艺术作品
由JungleManGeorge绘制的圭亚那银行3D電腦圖形，可在Google地球上浏览。